# Communications in Mathematical Physics
Communications in Mathematical Physics est une revue scientifique à évaluation par les pairs publiée par Springer Science+Business Media. 
Elle est, avec le Journal of Mathematical Physics, la principale revue dans son domaine. 

## Description
La revue publie des articles dans tous les domaines de la physique mathématique ;  elle est centrée en particulier sur l'analyse mathématique liée à la physique de la matière condensée, la mécanique statistique et la théorie quantique des champs, et sur les algèbres d'opérateurs, l'information quantique et la théorie de la relativité. Le rédacteur en chef actuel est Horng-Tzer Yau. 
La revue est bimensuelle : elle publie deux numéros par mois. Les numéros sont groupés par trois en volumes ; ainsi, le volume 375 contient les deux numéros d'avril 2020 et un numéro de mai 2020, et le volume 376 suivant contient l'autre numéro de mai 2020 et les deux numéros datés juin 2020. Ce volume contient environ 2500 pages.
Le journal est référencé et indexé par les bases de données usuelles de Springer. 

## Archives
Les articles de 1965 à 1997 (volumes 1 à 183) sont en libre accès sous forme électronique, via le projet Euclide initié par la Cornell University Library. Cette partie de la revue est gérée au sein de l'Electronic Mathematical Archiving Network Initiative (EMANI)  organisation de soutien à la conservation électronique à long terme des publications mathématiques. 

## Historique
La revue est créée par Rudolf Haag  avec Res Jost, et Rudolf Haag est devenu le rédacteur en chef-fondateur. Le premier numéro des Communications in Mathematical Physics paraît en 1965. Haag dirige le journal pendant les huit premières années. Les rédacteurs en chef suivant sont Klaus Hepp puis James Glimm, tous deux pendant trois ans. Arthur Jaffe est rédacteur en chef à partir de 1979 et pendant 21 ans. Michael Aizenman est devenu le cinquième rédacteur en chef en 2000 et a occupé ce poste jusqu'en 2012. Le rédacteur en chef actuel est Horng-Tzer Yau.

## Article lié
- Liste des journaux scientifiques en mathématiques